# 约什科·格瓦迪奥尔
约什科·格瓦迪奥尔（發音：[jôʃko ɡʋârdioːl]；2002年1月23日—），是一名克罗地亚职业足球运动员，現時效力英超俱乐部曼城和克罗地亚国家足球队，司職后卫。

## 俱乐部生涯

### 早期职业生涯
格瓦迪奥尔在7岁时开始踢足球，他的父亲Tihomir曾经是他家乡諾維格拉德的一名业余球员，他把他带到了特雷什涅夫卡。在那里，格瓦迪奥尔被萨格勒布火车头和萨格勒布看中；在最后一刻，他收到了萨格勒布迪纳摩的邀请，他的家人接受了。

### 曼城
2023年8月，格瓦迪奥尔以9,000万欧元的价格加盟英格兰足球超级联赛与欧洲冠军联赛卫冕冠军曼城，签约五年。他在2023年8月11日对阵伯恩利的比赛中上演首秀。
格瓦迪奥尔在2023-24赛季中，轮流担任左中卫及左边后卫，但直到赛季中后期他坐稳左边后卫的主力并大幅度向前参与进攻，他在进攻方面的潜能才为人所知。2024年4月，他在对阵皇家马德里的欧冠八强战第一回合中右脚禁区外世界波破门，收获加盟曼城的首个进球。此后他在2023-24赛季的剩余比赛中，再在英超联赛中打进4球，一度入选英超联赛2024年4月的月度最佳球员评选，最终帮助曼城实现了前无古人的英格兰顶级联赛四连冠。甚至在2024年5月11日客场对战富勒姆的比赛中，他在已经打进两球的情况下，为争取尽可能多的净胜球（当时仍落后阿森纳三个净胜球），无私将主罚点球的机会让予队友胡利安·阿尔瓦雷斯；否则，他很有机会成为英超联赛历史上第一位完成帽子戏法的后防球员。
除了英超联赛冠军，格瓦迪奥尔还在2023-24赛季帮助曼城获得队史第一座欧洲超级杯和世俱杯。

## 国家队生涯
格瓦迪奥尔在2021年6月6日对阵比利时的比赛中完成成年国家队首秀。
2020年欧洲足球锦标赛，他入选克罗地亚队名单并担任主力左后卫，最终在淘汰赛第一轮加时赛不敌西班牙，止步16强。
2022年11月9日，格瓦迪奥尔被列入兹拉特科·达利奇的2022年世界杯 26人名单。 次日，在与弗赖堡的德甲比赛中，格瓦迪奥尔与威利·奥尔班发生碰撞，鼻子骨折，因此在比赛期间佩戴了面罩。 他在小组赛阶段的防守表现获得了高度评价， 特别是在2022年12月1日对比利时的决定性比赛中，这场比赛以0–0打平，使克罗地亚历史上第三次晋级淘汰赛阶段。 2022年12月17日，在与摩洛哥的季军争夺战中，格瓦迪奥尔打进了他在重大赛事中的首个进球。他在20岁10月又4天时，成为了历史上最年轻为克罗地亚在重大赛事中进球的球员，超越了伊维察·奥利奇。 他被评选为本场最佳球员， 帮助克罗地亚以2–1战胜摩洛哥，赢得了他们历史上的第二枚铜牌和第三个世界杯奖牌。 尽管被看作是FIFA最佳年轻球员奖的热门人选， 他最终将奖项输给了恩佐·费尔南德斯。
2023年6月5日，格瓦迪奥尔入选了达利奇的23人名单，准备参加2023年欧洲国家联赛决赛； 然而，6月10日，由于腹壁受伤，他退出了比赛阵容，由迪翁·德雷纳·贝尔约替补入选。 2024年6月7日，格瓦迪奥尔入选了达利奇的最终26人名单，参加2024年欧洲杯。

## 技术特点
格瓦迪奥尔是一名左脚中卫，擅长通过强力抢断瓦解对方进攻。他具备优秀的防守嗅觉和速度，能够及时发现并解除危险。他还能迅速转身来应对身后球，与又快又壮的边锋对抗。
格瓦迪奥尔控球能力出色。他时常寻求向前传球，善于用精准的传球打破对方防线。他身体强壮，跑动有力，能带球高速突破对方的防线，凭借力量摆脱防守者，为自己和队友创造空间。同时，他也擅长与前场球员配合，创造和终结得分机会。
凭借卓越的防守能力和控球能力，格瓦迪奥尔能够胜任类似曼城队友斯通斯的控球后卫，或是像曼城队友鲁本·迪亚斯那样的边中卫。此外，他在左边后卫的位置上也表现出色。效力RB莱比锡期间，他曾被用作四后卫体系中的左后卫或左中卫。

## 轶事
他的名和姓，Joško和Gvardiol，与现任曼城主教练，也正好是他的主教练的佩普·瓜迪奥拉的名和姓，Josep和Guardiola，分别在语言学上系出同源。

## 职业生涯数据

### 俱乐部
最後更新：2024年5月27日
| 俱乐部             | 赛季         | 联赛                 | 联赛 | 联赛 | 国内杯赛 | 国内杯赛 | 联赛杯 | 联赛杯 | 欧洲赛事 | 欧洲赛事 | 其它赛事 | 其它赛事 | 总计 | 总计 |
| 俱乐部             | 赛季         | 联赛                 | 出场 | 进球 | 出场     | 进球     | 出场   | 进球   | 出场     | 进球     | 出场     | 进球     | 出场 | 进球 |
| ------------------ | ------------ | -------------------- | ---- | ---- | -------- | -------- | ------ | ------ | -------- | -------- | -------- | -------- | ---- | ---- |
| 萨格勒布迪纳摩二队 | 2019–20      | 克罗地亚足球甲级联赛 | 3    | 0    | —        | —        | —      | —      | —        | —        | —        | —        | 3    | 0    |
| 萨格勒布迪纳摩二队 | 2020-21      | 克罗地亚足球甲级联赛 | 1    | 0    | —        | —        | —      | —      | —        | —        | —        | —        | 1    | 0    |
| 萨格勒布迪纳摩二队 | 总计         | 总计                 | 4    | 0    | —        | —        | —      | —      | —        | —        | —        | —        | 4    | 0    |
| 萨格勒布迪纳摩     | 2019-20      | 克罗地亚足球联赛     | 11   | 1    | 1        | 0        | —      | —      | 0        | 0        | 0        | 0        | 12   | 1    |
| 萨格勒布迪纳摩     | 2020–21      | 克罗地亚足球联赛     | 25   | 2    | 2        | 0        | —      | —      | 13       | 1        | —        | —        | 40   | 3    |
| 萨格勒布迪纳摩     | 总计         | 总计                 | 36   | 3    | 3        | 0        | —      | —      | 13       | 1        | 0        | 0        | 52   | 4    |
| RB莱比锡           | 2021–22      | 德甲联赛             | 29   | 2    | 5        | 0        | —      | —      | 12       | 0        | —        | —        | 46   | 2    |
| RB莱比锡           | 2022-23      | 德甲联赛             | 30   | 1    | 5        | 0        | —      | —      | 6        | 2        | 1        | 0        | 42   | 3    |
| RB莱比锡           | 总计         | 总计                 | 59   | 3    | 10       | 0        | —      | —      | 18       | 2        | 1        | 0        | 88   | 5    |
| 曼城               | 2023–24      | 英超联赛             | 28   | 4    | 4        | 0        | 1      | 0      | 6        | 1        | 3        | 0        | 42   | 5    |
| 职业生涯总计       | 职业生涯总计 | 职业生涯总计         | 127  | 10   | 17       | 0        | 1      | 0      | 37       | 4        | 4        | 0        | 187  | 14   |

1. ↑  包括克罗地亚杯、德国足协杯与英格兰足总杯。
2. ↑  包括英格兰联赛杯。
3. ↑  在欧洲冠军联赛上场2次、在欧足联欧洲联赛上场11次并攻入1球。
4. ↑  在欧洲冠军联赛与欧足联欧洲联赛中分别上场6次。
5. 1 2  在欧洲冠军联赛中上场。
6. ↑  在德国超级杯中上场。
7. ↑  在欧洲超级杯中上场1次, 在国际足联世界俱乐部杯中上场2次。

### 国家队
最後更新：2024年5月24日
| 国家队   | 年份 | 出场 | 进球 |
| -------- | ---- | ---- | ---- |
| 克罗地亚 | 2021 | 9    | 1    |
| 克罗地亚 | 2022 | 10   | 1    |
| 克罗地亚 | 2023 | 8    | 0    |
| 克罗地亚 | 2024 | 2    | 0    |
| 总计     | 总计 | 29   | 2    |

| 序号 | 日期           | 场地                                     | 对手     | 进球后比分 | 完赛比分 | 比赛性质                         |
| ---- | -------------- | ---------------------------------------- | -------- | ---------- | -------- | -------------------------------- |
| 1    | 2021年10月8日  | 賽普勒斯拉纳卡Georgios Karapatakis体育场 | 賽普勒斯 | 2–0        | 3–0      | 2022年国际足联世界杯欧洲区预选赛 |
| 2    | 2022年12月17日 | 赖扬哈利法国际体育场                     | 摩洛哥   | 1–0        | 2–1      | 2022年国际足联世界杯             |

## 榮譽

### 俱乐部
萨格勒布迪纳摩
- 克羅埃西亞足球甲級聯賽冠軍 : 2019–20、2020–21
- 克羅地亞盃冠軍 : 2020–21[34]
- 克羅地亞超級盃冠軍 : 2019

RB萊比錫
- 德國足協盃冠軍 : 2021–22[35]、2022–23

曼城
- 歐洲超級盃冠軍：2023[36]
- 世俱杯冠軍：2023[37]
- 英格兰足球超级联赛冠軍：2023–24

### 國家隊
克羅地亞
- 世界盃季軍：2022[38]